# Józef Krzywda
Józef Krzywda (ur. 12 kwietnia 1943 w Górnej Wsi) – polski prezbiter katolicki, misjonarz św. Wincentego a Paulo, kanonista, profesor nauk teologicznych, profesor Wydziału Prawa Kanonicznego UPJPII.

## Życiorys
W 1957 roku wstąpił do Małego Seminarium Zgromadzenia Księży Misjonarzy. W latach 1961–1969 studiował filozofię i teologię na Instytucie Teologicznym Księży Misjonarzy w Krakowie. Święcenia kapłańskie otrzymał 24 maja 1969 roku.
Po święceniach został skierowany do pracy w parafii pw. Trójcy Świętej w Żmigrodzie (1969-1971). Następnie w latach 1971-1976 studiował prawo kanoniczne na Akademii Teologii Katolickiej, posługując duszpastersko w misjonarskiej parafii św. Krzyża w Warszawie. W 1977 roku obronił pracę doktorską pt. Ewolucja wymogów potrzebnych do udzielenia dyspens od przeszkody różnej religii i odmiennego wyznania w świetle prawodawstwa posoborowego.
W latach 1980–1984 pracował na Madagaskarze. W latach 1984–85 studiował prawo kanoniczne na Instytucie Katolickim w Paryżu. Po powrocie do kraju zamieszkał w Krakowie, gdzie prowadził wykłady na Papieskiej Akademii Teologicznej. W 1998 uzyskał w Papieskiej Akademii Teologicznej w Krakowie stopień doktora habilitowanego nauk teologicznych na podstawie dorobku naukowego i rozprawy pt. Funkcja i znaczenie misji kanonicznej w strukturze władzy kościelnej w świetle Vaticanum II. W 2010 prezydent RP nadał mu tytuł naukowy profesora nauk teologicznych.
Pełnił funkcję dyrektora Instytutu Prawa Kanonicznego UPJPII, przekształconego w 2014 w Wydział Prawa Kanonicznego UPJPII. Był kierownikiem Katedry Kanonicznego Prawa Małżeńskiego na tym Wydziale.

## Wybrane publikacje
- Funkcja i znaczenie misji kanonicznej w strukturze władzy kościelnej w świetle Vaticanum II, Kraków: Instytut Teologiczny Księży Misjonarzy, 1996.
- Sakramentalność małżeństwa, Kraków: Wydawnictwo Naukowe PAT, 2002.
- Prymat papieski i Kolegium Biskupów w świetle nauki Vaticanum I i II, Kraków: Wydawnictwo Naukowe Papieskiej Akademii Teologicznej, 2008[3].